# Kevin Awino
Kevin Awino (sinh ngày 6 tháng 6 năm 1997) là một người chơi cricket nữ người Uganda. Vào tháng 7 năm 2018, cô đã có tên trong đội hình của Uganda cho giải đấu Vòng loại thế giới Twenty20 ICC 2018.. Cô được chọn làm đội trưởng cho đội. Vào tháng 4 năm 2019, cô đã được bổ nhiệm làm đội trưởng của đội tuyển Ucraina cho giải đấu ICC Women's Qualifier Châu Phi 2019 tại Zimbabwe.